# 羅依伽摩
羅依伽摩是中世紀後期古錫蘭歷史第七個都城的所在，由1347年開始，為期68年，直至公元1415年波羅伽羅摩巴忽六世遷都至今日斯里蘭卡首都科提所在地為止。
根據中國的《明史》記載，鄭和下西洋在1411年（明朝永樂9年）回程時在錫蘭遇襲。當時，羅依伽摩王國的國王維羅·阿羅吉濕婆羅（Alagakkonara），《明史》譯作亞烈苦奈兒）欲予加害，鄭和率兵彌平，並押解回明朝，隔年後釋放。改立邪巴來那為王，即波羅伽羅摩巴忽六世，是為「科提王朝」的建立。